# Menhir von Mainz-Laubenheim
Der Menhir von Mainz-Laubenheim ist ein Menhir bei Mainz-Laubenheim, einem Ortsbezirk von Mainz in Rheinland-Pfalz.

## Lage
Der Stein wurde in den 1870er Jahren zwischen den Laubenheimer Wiesen und der „Kuhweide“, einer Hechtsheimer Enklave im Ried, einem verlandeten Rheinarm, entdeckt. In früheren Zeiten war der Menhir wohl zum Grenzstein umfunktioniert worden. 1971 wurde er im Zuge der Flurbereinigung versetzt. Er steht heute südlich von Laubenheim auf einem Feld. Er ist über einen Feldweg erreichbar und mit einer Informationstafel versehen.

## Beschreibung
Der Menhir besteht aus Kalkstein, der in etwa 1.000 m in westlicher Richtung Entfernung ansteht. Er hat eine Höhe von 270 cm, eine Breite von 200 cm und eine Tiefe von 200 cm. Der Menhir ist pfeilerförmig und läuft in einer schrägen Spitze aus. Seine Oberfläche ist stark verwittert.